# 烏格利 (薩爾內區)
51°13′10″N 26°29′35″E / 51.21944°N 26.49306°E
烏格利（烏克蘭語：Угли），是烏克蘭的村落，位於該國西北部羅夫諾州，由薩爾內區負責管轄，處於魯金卡河畔，始建於1890年，面積0.39平方公里，海拔高度159米，2001年人口241。